# Georgia
 For alternative betydninger, se Georgia (flertydig). (Se også artikler, som begynder med Georgia)
Georgia er en delstat den sydlige region af USA. Den er landets 24. største delstat efter areal, og har landets 8. største befolkning med anslået 10.617.423 indbyggere i 2019. Georgia blev den 4. delstat i USA den 2. januar 1788. Delstatshovedstaden i Georgia er Atlanta.

## Historie
Den spanske opdagelsesrejsende Hernando de Soto rejste i området i 1540 og undersøgte området inde i landet. Konflikten mellem Spanien og Kongeriget England om kontrollen over Georgia begyndte omkring 1670, da englænderne grundlagde kolonien Carolina i, hvad der i dag er South Carolina. Den britiske interesse i at etablere en koloni syd for South Carolina havde forskellige årsager; Spansk Florida var et fristed for flygtede slaver, og Frankrig byggede i 1720'erne et fort nær ved nutidens Montgomery i Alabama, og strategiske interesser gjorde den britiske regering interesseret i at etablere en ny koloni i grænselandet, der hidtil havde været åbent for spansk og fransk indtrængen. I 1733 ankom 113 bosættere fra England til, hvad der skulle blive til byen Savannah. 
Provinsen Georgia var en af de 13 oprindelige kolonier, der gjorde oprør mod det britiske styre under USA's uafhængighedskrig og underskrev USA's uafhængighedserklæring i 1776 på trods af, at en stor andel af befolkningen var tro mod tronen. Under krigen flygtede en tredjedel af slaverne og opnåede frihed ved at knytte sig til de britiske styrker. Efter krigen blev Georgia USA's fjerde delstat. 
I 1861 blev Georgia en del af Amerikas Konfødererede Stater, og området blev en krigsskueplads under den Amerikanske borgerkrig. I december 1864 blev store dele af delstaten fra Atlanta til Savannah ødelagt under general William Tecumseh Shermans march til havet. Denne begivenhed dannede den historiske baggrund for romanen Borte med blæsten fra 1936 og filmen fra 1939 af samme navn.
Den 15. juli 1870 blev Georgia den sidste konfødererede delstat, der genindtrådte i Unionen.

## Politik
Indtil for nylig havde Georgias delstatsregering rekorden i etparti-dominans i USA. I over 130 år – fra 1872 til 2003 – valgte Georgia kun guvernører fra det Demokratiske Parti, og Demokraterne havde flertal i parlamentet.
Gennem 1960'erne og 1970'erne gjorde Georgia betydelige fremskridt inden for borgerrettigheder og regeringsførelse, og økonomisk vækst fandt sted. Udviklingen blev gjort endnu mere solid ved valget af Georgias tidligere guvernør Jimmy Carter til USA's præsident i 1976.
Demokraternes politiske dominans sluttede foreløbigt i 2003, da den demokratiske guvernør tabte valget til Republikaneren Sonny Perdue. Det Republikanske parti har flertal i begge parlamentets kamre. Ved præsidentvalgene i 2004, 2008, 2012, og 2016 vandt den republikanske kandidat delstaten, men i 2020 vandt Demokraten Joe Biden delstaten. Demokraterne vandt også statens to senatorvalg, og fik dermed flertal i Senatet.
Georgia har 13 pladser i Repræsentanternes Hus, af hvilke p.t. 7 er Republikanere og 6 Demokrater.

## Geografi
Georgia grænser til Florida mod syd, til Atlanterhavet og South Carolina mod øst, til Alabama mod vest samt til Tennessee og North Carolina mod nord. Den nordlige del af delstaten udgøres af en del af Blue Ridge Mountains, en del af bjergkæden Appalacherne. Den sydlige del af delstaten er kyststepper. Det højeste punkt i Georgia er 1.458 m.o.h., det laveste 0.
Med et areal på 153.951 km² er Georgia nr. 24. i størrelse blandt USA's 50 delstater, og den største øst for Mississippifloden.

### Klima
Størstedelen af Georgia har et fugtigt, subtropisk klima. Somrene er typisk hede og fugtige, undtagen i højereliggende områder. Hele delstaten modtager en moderat til kraftig nedbørsmængde, fra 1.143 mm i det mellemste Georgia  til ca. 1.905 mm i den nordøstlige del.. Det subtropiske klima er afhængigt af ikke bare breddegraden, men også af afstanden til Atlanterhavet og af højden.
Områderne nær grænsen til Florida har det mest subtropiske klima og minder om Floridas klima med hede og fugtige somre, ofte med tordenvejr om eftermiddagen, og om vinteren er der mildt og mere tørt. Det er også det område i Georgia, hvor man sjældnest oplever snefald. I bjergene mod nord er klimaet køligere, og det er dér, hvor der oftest falder sne om vinteren, dog ikke så ofte som i andre dele af Appalacherne.
Selv om Georgia har et moderat klima sammenlignet med andre af USA's delstater, er der en gang imellem ekstreme vejrforhold. Varmerekorden er 44,4 °C , og den temperatur -27.2 °C. Georgia har et af de højeste antal af tornadoer i USA. Områderne tættest på Florida modtager færre tornadoer, men det er unormalt, at tornadoerne bliver alvorlige. Georgia er også sårbar over for orkaner, selv om det er sjældent, at orkaner rammer Georgia direkte – mere normalt er det, at orkanerne først rammer Florida og dernæst når Georgia i svækket form som tropiske storme.

### Byer
Georgia har haft fem officielle hovedstæder: Savannah, Augusta, Louisville, Milledgeville og siden 1868 Atlanta.
De fem største byer i delstaten er
- Atlanta – 498.109
- Augusta – 195.182
- Columbus – 188.660
- Savannah – 128.500
- Athens – 111.580

## Økonomi
I 2006 var Georgias bruttodelstatsprodukt 380 mia. USD , og den gennemsnitlige indkomst i 2005 40.155 USD, den 10. højeste blandt USA's delstater. Hvis Georgia var et selvstændigt land, ville dets økonomi være den 18. største i verden. Store virksomheder, der har deres hovedkvarterer i Georgia er bl.a. UPS, Coca-Cola, Delta Air Lines og CNN.
Georgias landbrugsproduktion omfatter bl.a. fjerkræ og æg, pecannødder, ferskner, jordnødder, rug, kvæg, svin, mælkeprodukter og grønsager. Der laves industriprodukter som tekstiler, transportudstyr, forarbejdede fødevarer, papirvarer, kemiske produkter, og elektrisk udstyr. Turisme er også en vigtig indtægtskilde.

## Demografi
I 2006 havde Georgia et anslået befolkningstal på 9.363.941, hvilket var en stigning på 1.177.125 siden 2000. I 2006 var Georgia befolkningsmæssigt den niendestørste delstat i USA. Delstatens befolkningstal er vokset med 44,5 % siden 1990, hvilket gør Georgia til en af de hurtigstvoksende delstater i USA. Georgia overhalede i begyndelsen af 1990'erne Florida og blev den hurtigstvoksende delstat i syden. Mere end halvdelen af befolkningen bor i Atlantas metropolområde.

### Etnisk tilhørsforhold
De fem største etniske tilhørsforhold i delstaten er afro-amerikansk, amerikansk, engelsk-amerikansk, tysk-amerikansk og irsk-amerikansk.
Oprindeligt var ca. halvdelen af Georgias befolkning afro-amerikanere, som før den Amerikanske borgerkrig næsten alle var slaver. 
Flugten fra Sydstaterne, hvor hundredtusindvis af sorte flyttede fra det landlige syd til det industrielle nord i perioden 1914-1970, formindskede den afro-amerikanske andel af befolkningen. Andelen er siden forøget igen grundet tilbagevenden af visse afro-amerikanere. I dag er afro-amerikanere den største befolkningsgruppe i mange amter i det centrale, øst-centrale og sydvestlige Georgia så vel som i Atlanta. Ifølge befolkningsestimater er Georgia den delstat i USA, der har den fjerdestørste andel af befolkningen, der er af afro-amerikansk herkomst.

### Religion
Som mange andre sydstater i USA er Georgia overvejende protestantisk. De religiøse tilhørsforhold blandt indbyggerne i Georgia er:
- Kristne – 85 %
  - Protestanter – 76 %
    - Baptister – 39 %
    - Metodister – 12 %
    - Presbyterianere – 3 %
    - Pinsekirken – 3 %
    - Andre protestanter – 19 %

  - Katolikker – 8 %
  - Andre kristne – 1 %
- Andre religioner – 2 %
- Ikke-religiøse – 13 %[8]

Georgia deler sin protestantiske arv med mange af de sydøstlige delstater i USA. Antallet af katolikker er dog voksende grundet tilflytning fra det nordøstlige USA og latinamerikansk indvandring.
Georgias jødiske samfund stammer oprindeligt fra 42 sefardiske, portugisiske jøders bosættelse i Savannah i 1733. Atlanta har også et stort og gammelt jødisk samfund.

## Ekstern henvisning
- Wikimedia Commons har flere filer relateret til Georgia
- Delstaten Georgias officielle hjemmeside Arkiveret 12. oktober 2008 hos  Wayback Machine (engelsk)

33°00′N 83°30′V / 33°N 83.5°V